# Wixon Valley
Wixon Valley est une petite ville située au nord de la partie centrale du comté de Brazos, au Texas, aux États-Unis,.

## Démographie
Lors du recensement de 2010, la ville comptait une population de 254 habitants. Elle est estimée, le 1er juillet 2019, à 287 habitants.

### Source de la traduction
- (en) Cet article est partiellement ou en totalité issu de l’article de Wikipédia en anglais intitulé « Wixon Valley, Texas » (voir la liste des auteurs).